# Nemophas tomentosus
Nemophas tomentosus es una especie de escarabajo longicornio del género Nemophas, subfamilia Lamiinae. Fue descrita científicamente por Buquet en 1859.
Se distribuye por Islas Salomón, Indonesia y Papúa Nueva Guinea. Posee una longitud corporal de 24-45 milímetros. El período de vuelo de esta especie ocurre en los meses de enero, marzo, abril, junio, julio, agosto y noviembre.